# Arthur Froehlich

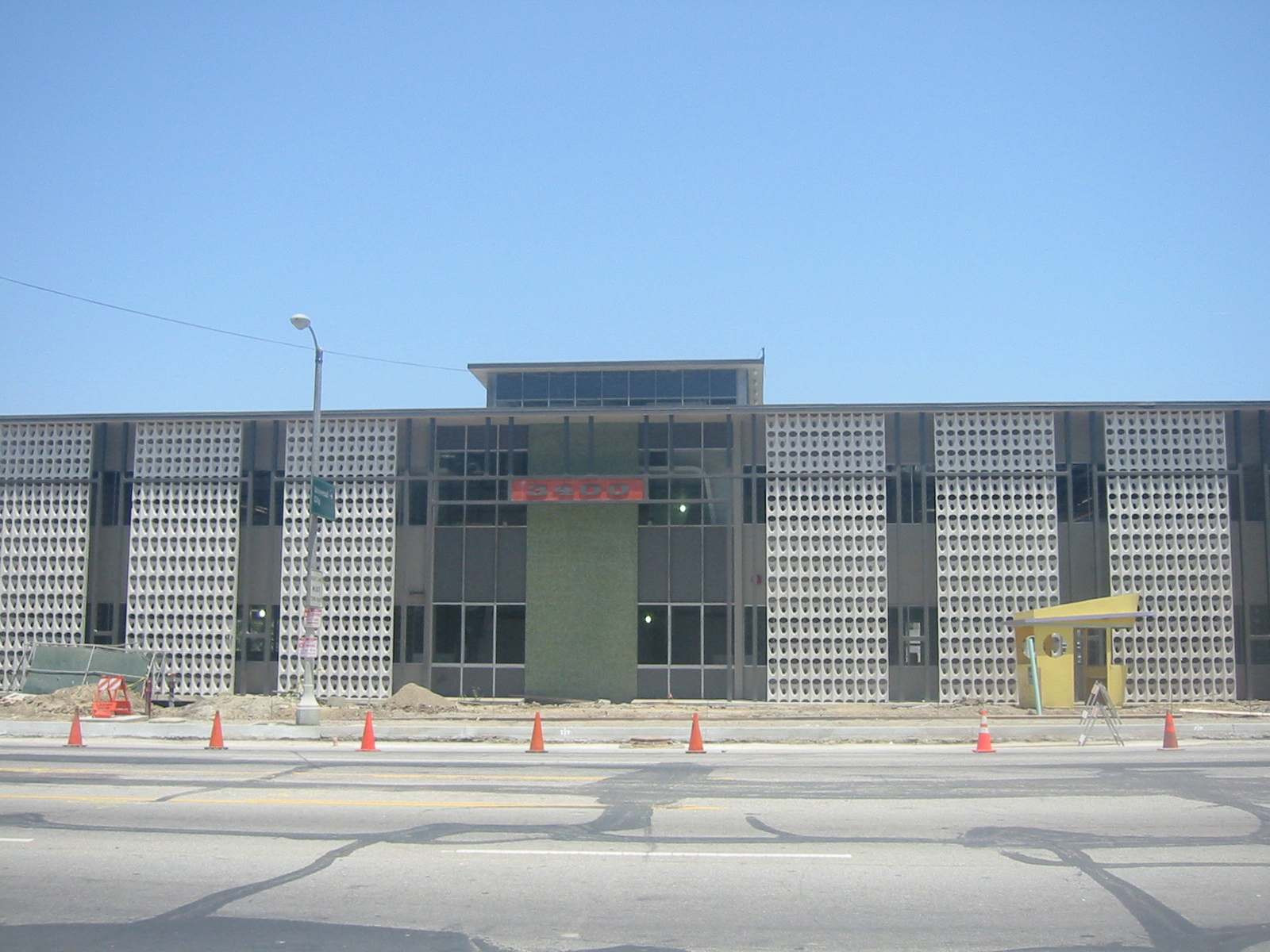
The Hanna Barbera Studio

Arthur Froehlich (17 de Maio de 1909 — 3 de Outubro de 1985), da firma Arthur Froehlich & Associates, foi um arquiteto de Beverly Hills, California, conhecido pelos projetos de supermercados e hipódromos, na metade do seculo XX.
Projetos de Arthur Froehlich & Associates:
- escritórios de Hanna Barbera Studio , 1962, 3400 Cahuenga Blvd, Los Angeles, California.
- Hollywood Park racecourse, Los Angeles, California.
- Center 3 Theater, 1965, San Diego, California.
- Hipódromo La Rinconada (Hipodromo Nacional) em Caracas, Venezuela.
- Belmont Park racecourse, Elmont, New York.
- Aqueduct racecourse, Ozone Park, Queens, New York.
- Wagon Wheel Bowling Alley, 1953, Wagon Wheel, Oxnard, California.
- Jack Rose Building, 1948, Ventura, California. (Demolido em 1997) este edificio e um exemplo da arquitetura  Moderna na cidade de Ventura.
- Expansão e remodelação da US Post Office, 1964, Downtown, Ventura, California.

## Referencias
- James Murray (10 de agosto de 1959). «Dreamland For The $2 Bettor». Sports Illustrated
- Gill, Brendan (8 de outubro de 1955). «Happy Crowds». The New Yorker. 38 páginas
- Richard Stone Reeves (1997). Crown Jewels of Thoroughbred Racing: Original Paintings. [S.l.]: Eclipse Press. p. 28. ISBN 0939049902

- Triem, Judy (1983). Ventura Cultural Heritage Survey - Phase 1 - San Buenaventura Downtown. [S.l.]: City of San Buenaventura. pp. UTM# 11/289110/3795510 and UTM# 11/289250/3795360

- Ryall, G. F. T. (12 de setembro de 1959). «The Race Track». The New Yorker. 120 páginas